# كيفن غيير
كيفن غيير (11 أكتوبر 1973 في أستراليا - ) (بالإنجليزية: Kevin Geyer)‏ هو لاعب كريكت أسترالي.

## وصلات خارجية
- كيفن غيير على موقع إي آس بي آن كريك إنفو (الإنجليزية)